# Siete para un secreto
Siete para un secreto es una película argentina dirigida por Carlos Borcosque sobre guion de León Klimovsky según la novela Seven for a secret de Mary Gladys Webb que se estrenó el 15 de noviembre de 1947 y que tuvo como protagonistas a Silvana Roth, Carlos Cores, Juan José Míguez, José Olarra y Bernardo Perrone.	

## Sinopsis
Dos hombres luchan por una mujer.

## Reparto
- Manuel Alcón	... 	Hombre en posada
- Jaime Andrada
- Amalia Bernabé
- Enrique Chaico
- Carlos Cores …Roberto
- Alfonso Ferrari Amores
- Ramón Garay	…Posadero
- Mecha López…Mujer del tren
- Juan José Míguez	…Elmer
- José Olarra	…Isaías
- Bernardo Perrone	…Patricio
- María Esther Podestá
- Antonio Provitilo
- Benita Puértolas	…Posadera
- María Pérez
- Lydia Quintana	…Ruth
- Silvana Roth
- Jorge Villoldo… Sr. Tacker
- Olga Vilmar
- Eloy Álvarez…Bringal
- Roberto García
- L. Torres Agüero
- Sombra Rius
- Patricio Lynch
- Joaquín Petrosino …Hombre en posada

## Comentarios
Para la crónica de La Nación la película “tiene calidad e interés”, para la de La Razón es un “tema de folletín y una versión de calidad” y el crítico de Noticias Gráficas encuentra al filme “relatado con oscuridad por el director”.

## Premio
La Academia de Artes y Ciencias Cinematográficas de la Argentina le otorgó por esta película a Pablo Tabernero el premio Cóndor Académico a la mejor fotografía de 1947.	